# Sergiu Rădăuțanu
Sergiu Rădăuțanu (n. 17 iunie 1926 – d. 6 martie 1998) a fost un om de știință, specialist în domeniul fizicii și chimiei materialelor semiconductoare, organizator și primul rector al Universității Tehnice din Chișinău.

## Biografie
Sergiu Rădăuțanu este născut la 17 iunie 1926 în Chișinău, Basarabia. Este descendent dintr-o familie de intelectuali, printre care un bunic cu studii la vestita Sorbona, cu tatăl profesor de limbă franceză, bun cunoscător a nouă limbi străine și mama, absolventă a conservatorului, Sergiu Rădăuțan a dus mai departe și a întreținut mereu vie flacăra tradițiilor cărturărești din familie. El se angajează plenar în munca de cercetare și de activitate didactică, înscriind pe acest ogor pagini excepționale.
Absolvă Liceul B. P. Hasdeu din Chișinău, apoi Facultatea de fizică a  Universității de Stat din Moldova (1950-1955), cu eminență. Din 1959 devine șeful Laboratorului de Materiale Semiconductoare al Institutului de Fizică Aplicată al  Academiei de Științe a Moldovei (AȘM).
La 26 ianuarie 1959 susținea teza de doctor în științe fizico-matematice la Institutul de Fizică și Tehnică "A. F. Ioffe" din Sankt-Petersburg pe tema Cercetările soluțiilor solide în sistemele InAa-In2 Se3, având-o drept conducător științific pe profesorul Nina A. Goriunova, iar la 17 iunie 1966 susține teza de doctor habilitat în științe fizico-matematice la Institutul Politehnic din Sankt-Petersburg pe tema Cercetările semiconductorilor de tip diamant cu structura defectă. Printre consultanți: profesorii N.A. Goriunova și D. Nasledov.
În 1962 devine membru al Partidului Comunist al Uniunii Sovietice. În 1964 organizează prima instituție superioară de învățământ tehnic din Republica Moldova, exercitând funcția de rector al Universității Tehnice a Moldovei (UTM) (1964-1973).
Devine conferențiar universitar (16.2.1966); Profesor universitar (30.08.1967); este ales deputat al Sovietului Suprem al RSSM (1967-1975); Președinte al Sovietului Suprem al RSSM (1967-1971); Membru corespondent al AȘM (05.01.1970). Din 27.12.1972 este ales Academician al AȘM; În octombrie 1973 "prăvălia" (conducerea de vârf) ideologică a lui P. Lucinschi dictează că Rădăuțanu provine dintr-o familie de moșieri și nu merită să se afle în post de rector.
În 1974 este ales Vice-Președinte al AȘM, șeful Laboratorului Institutului de Fizică Aplicată și președintele Uniunii Științifico-Tehnice din Moldova.
Membru al Comitetului pentru Premiile de Stat ale republicii Moldova în domeniul științei, tehnicii și producției (1995). Membrul Consiliului pentru problemele științei și dezvoltării umane durabile (1996).
Sergiu Rădăuțanu a pregătit 64 de doctori în științe și doctori habilitați. A ținut prelegeri la universități din Franța, Germania, SUA, Anglia, Coreea de Sud, Ungaria, India, Japonia, etc. A participat la numeroase conferințe internaționale. A organizat în Republica Moldova 7 Conferințe Unionale în domeniul Semiconductorilor precum și Conferința Internațională "Compușii ternari și multipli" (Chișinău, septembrie 1990). A desfășurat o fertilă activitate publică, fiind președinte al Societății "D.Cantemir", președinte al Fundației "D. Gusti". Un eveniment de importanță majoră în viața republici a constituit prima Conferință științifică NATO la Chișinău, organizată de savant cu concursul Primăriei Municipalității (1996).
După căderea comunismului, a promovat activ colaborarea științifică între Moldova și România.
La 6 martie 1998, a trecut în lumea umbrelor, în mod subit, la Sankt-Petersburg.

## Premii și distincții
- 1983; 1998 Laureat al Premiului de Stat în domeniul Științei și Tehnicii.
- 1992 Membru de Onoare al Academiei de Cosmonautică „K.E. Țiolkovski”.
- 1992 Membru de Onoare al Academiei de Științe Inginerești din Federația Rusă.
- 1995 Doctor Honoris Causa, Universitatea Tehnică din Chișinău;[6].
- 1996 „Ordinul Republicii”.

## Publicații (selecție)
Sergiu Rădăuțanu a publicat circa 1000 lucrări științifice, în mare parte găzduite în ediția internațională de prestigiu, inclusiv 30 de monografii, culegeri de articole și volume colective ale multiplelor conferințe științifice în domeniul respectiv, precum a elaborat singur sau în colaborare peste 100 de brevete de invenții.
A fost în colegiul de redacție la multe publicații enciclopedice, printre care: Enciclopedia Sovietică Moldovenească - în 6 volume (Chișinău, 1976); Dicționar Enciclopedic Moldovenesc (Chișinău,1989); Literatura și Arta Moldovei: Enciclopedie în 2 volume (Chișinău, 1985); Dicționar Politehnic Rus-Moldovenesc (Român) (Chișinău, 1983), al Buletinului Academiei de Științe a Moldovei (seria Fizică și Tehnică) și a revistei internaționale Solar Energy Materials and Solar Cells.

## Discipoli
- Emil Gavriliță
- I. Molodian
- Sergei Pîșkin
- V. Negrescul
- Iurie Maksimov
- V. Tăzlăvanu
- A. Țurcanu
- Emil Strumban
- Claudia Șerban
- Ernest Arușanov
- Sergei Buliarskii
- Natalia Grușco
- Alexandru Nateprov
- Victor Cobzarenco
- M. Marcus
- I. Stamov
- Olga Kulikova
- Vladimir Țurcanu
- Leonid Culiuc
- E. Rusu
- S. Rebrov